# Душ, Иоганн Якоб
Иоанн Яков Душ (нем. Johann Jakob Dusch; 12 февраля 1725, Целле — 18 декабря 1787, Альтона) — немецкий поэт, прозаик, переводчик. Педагог.

## Биография
Изучал богословие, точные науки и английскую филологию в университете Геттингена. После окончания учебы работал преподавателем.
В 1762 году первым перевёл на немецкий язык «Историю Великобритании» Дэвида Юма.
С 1762 до своей смерти работал директором гимназии в Альтоне. С 1767 года преподавал английский и немецкий языки, в 1771 — философию и математику. В 1758—1763 годы занимался переводом произведений Александра Поупа, опубликовал 5 томов переводов.

## Творчество
Писал дидактические стихотворения («Die Wissenschaften», 1752; «Der Tempel der Liebe», 1758), комические эпопеи («Das Toppè», 1751; «Der Schosshund», 1756), в которых подражал Поупу, романы («Geschichte Karl Ferdiners» 1776—80) и др.
Большой успех имели его «Moralische Briefe zur Bildung des Herzens» (2 изд. 1772) и «Briefe z. Bildung des Geschmacks» (2 изд. 1773—79).